# Geositta
Genre
Le genre Geositta regroupe onze espèces de passereaux appartenant à la famille des Furnariidae.

## Liste des espèces
D'après la classification de référence du Congrès ornithologique international (ordre phylogénique) :
- Géositte des campos — Geositta poeciloptera
- Géositte mineuse — Geositta cunicularia
- Géositte du puna — Geositta punensis
- Géositte à bec court — Geositta antarctica
- Géositte à bec grêle — Geositta tenuirostris
- Géositte grise — Geositta maritima
- Géositte du Pérou — Geositta peruviana
- Géositte à ailes sombres — Geositta saxicolina
- Géositte à ailes rousses — Geositta rufipennis
- Géositte isabelle — Geositta isabellina
- Géositte à bec épais — Geositta crassirostris